# Empis dasypoda
Empis dasypoda är en tvåvingeart som beskrevs av Egger 1860. Empis dasypoda ingår i släktet Empis och familjen dansflugor. Inga underarter finns listade i Catalogue of Life.